# Риккобальдо Феррарский
Риккобальдо Феррарский, или Риккобальдо из Феррары (итал. Riccobaldo da Ferrara или Ricobaldi de Ferrare, или Riccobaldo Ferrarese, лат. Ricobaldus Ferrariensis; 1245 или 1246, Феррара — 1318 или 1319, Верона) — итальянский хронист, географ и энциклопедист, нотариус из Феррары, автор исторических и географических произведений.

## Биография
Родился в 1245 или 1246 году в Ферраре (область Эмилия-Романья), в семье нотариуса. 4 октября 1251 года, будучи мальчиком, стал свидетелем проезда через Феррару папы Иннокентия IV и слушал там его проповедь. 17 февраля 1264 года, будучи подростком, присутствовал на похоронах маркиза Феррары Аццо VII д’Эсте. Пойдя по стопам своего отца, предположительно изучал нотариат в Болонье.
Утверждения о том, что настоящим именем его было Гервасио (итал. Gervasio), что он принадлежал к семье Майнарди (итал. Mainardi) и служил некоторое время каноником в Равенне, в настоящее время признаны ошибочными.
Впервые фигурирует в качестве свидетеля в статуте Феррары от 15 декабря 1274 года. В мае 1282 года он появился в Фаэнце, а в 1290 году приложил свою печать к трём документам в Реджо-Эмилии, где служил нотариусом у викария Обиццо II д’Эсте, городского подеста.
Поскольку в своих сочинениях он называет себя «изгнанником», появилась гипотеза, согласно которой он покинул родной город против своей воли, поддержав партию Альдобрандино II д’Эсте — сына маркиза Обиццо, проигравшего своему старшему брату Аццо VIII, который в 1293 году захватил власть, убив, как утверждал Данте, своего отца.
Однако убедительных доказательств этому не найдено, и достоверно известно лишь, что с 1293 года он служил нотариусом в Падуе, а в 1297—1303 годах в Равенне, где, по всей видимости, пользовался покровительством местного архидиакона Микеле и архиепископа Обиццо Санвитале, благоволившего к семье Эсте.
Покинув Равенну после смерти Микеле, с 1303 года вновь жил в Падуе, а в 1308 году, после смерти Аццо VIII, возвратился в Феррару. Сызмальства находясь на службе у маркизов Эсте, он без особых колебаний перешёл на сторону папской власти после изгнания из города своих покровителей, перешедших на сторону гибеллинов, но в 1313 году, после захвата города папскими войсками, вынужден был перебраться сначала в Падую, а затем в Верону.
Умер не ранее 1318 года, по его собственным словам, в возрасте 73 лет, возможно, в Вероне.

## Сочинения
Автор, как минимум, семи исторических сочинений, составленных на латыни:
- «Чудесный сад Равеннской церкви» (лат. Pomerium Ravennatis ecclesie), полностью «Чудесный сад Равеннской церкви, или Всемирная история примерно с 700 по 1297 год» (лат. Pomerium Ravennatis ecclesiae seu Historia universalis ab anno circiter 700—1297, 1298—1307) в шести книгах. Первая редакция этого историко-географического труда написана была в июне 1298 года в Равенне, в 1300 году появилась вторая, дополненная, и, наконец, в 1302 году создана была третья[11]. В нём выделяются две основные части: «История императоров римских и германских начиная с Карла Великого» (лат. Historia imperatorum Romano Romano-Germanicorum a Carolo Magno), доведённая до 1298 года[14], которую в 1471—1473 годах перевёл Маттео Мария Боярдо, придворный поэт герцогов Феррары Борсо и Эрколе I д’Эсте, под заглавием «Имперская история» (итал. Historia Imperiale)[15], и «История римских пап с 95 по 1249 год» (лат. Historia pontificum Romanorum ab anno 95—1249), в XV веке продолженная до 1469 года монахом-доминиканцем приближенным папы Сикста IV Джованни Филиппо де Линьямине из Мессины[8], по другим данным — теологом и инквизитором из Сиракуз Филиппо Барбьери (ум. 1487).
- «Хроника семи эпох мира» (лат. Chronica de septem aetatibus mundi), написанная около 1308 года в Равенне. В соответствии с концепциями Павла Орозия и Аврелия Августина, мировая история в ней подразделяется на 7 периодов, или «веков», число которых совпадает как с числом дней творения, так и возрастами человеческой жизни.
- «Малая феррарская хроника»[англ.] (лат. Chronica parva Ferrariensis). Это небольшое по объёму произведение, сохранившееся в 6 списках на латыни и 12 на итальянском языке, составленное между первым (1308) и вторым (1313—1317) изгнанием Риккобальдо из Феррары[12], посвящено в основном топографии и географическому положению города в дельте реки По, росту в нём торговли и соперничеству с Венецией за контроль над морскими и речными путями, расколу местной элиты на сторонников гвельфов и гибеллинов, а также истории прихода в нём к власти правящей династии Эсте[16]. Автор хроники последовательно выступает политическим противником последних, считая их тиранами, чуждыми интересам социального развития и торгового могущества родного города, видя, однако, выход не в установлении в нём коммунальных порядков, а приходе к власти справедливого правителя[17]. Поставив себе целью раскрыть причины возвышения Феррары, он углубляется во времена Древнего Рима[18], находя их в местных географических, экономических, социальных и политических условиях, вскрывая ключевые моменты её исторической эволюции, что делает его предшественником гуманистической историографии Италии эпохи Ренессанса.
- «Хроника, извлечённая из церковных архивов Равенны» (лат. Chronica extracta de archivo ecclesie Ravenne, 1312).
- «Собрание хронологических выписок от сотворения мира до 1312 года» (лат. Compilatio chronologica ab o. c. usque ad anno 1312), составленное около 1313 года в Вероне[12].
- «История Рима» (лат. Historia romana, 1313).
- «Сокращение истории Рима» (лат. Compendium historie Romane, 1318).

По его собственным словам, побудительным мотивом к написанию исторических произведений послужило для него знакомство с архивами и библиотеками Нонантолы и Равенны. В Равенне он познакомился с «Церковной историей» (лат. Historia Ecclesiastica) Евсевия Кесарийского (IV в. н. э.), «Хроникой» Иеронима Стридонского (V в. н. э.) и «Равеннской Космографией» (около 700 г.); в Нонантоле получил доступ к продолжению хроники Иеронима Проспером Аквитанским (V в. н. э.).
Среди остальных источников, использованных Риккобальдо в его исторических трудах, можно отметить записки Юлия Цезаря, первые декады «Римской истории» Тита Ливия (I в. до н. э.), «Описательную географию» Помпония Мелы (43 г. н. э.), «Фарсалию» Лукана, труды Цицерона и Сенеки Младшего, «Естественную историю» Плиния Старшего (I в. н. э.), «Жизнь двенадцати цезарей» Светония (121 г. н. э.), сочинения Ювенала (II в. н. э.), «Эпитому “Филипповых историй“ Помпея Трога» Юстина (III в. н. э.), «Бревиарий римской истории» Евтропия, «Собрание достопамятных вещей» Гая Юлия Солина, комментарии Сервия к «Энеиде» Вергилия (IV в. н. э.), «Церковную историю» Руфина Аквилейского, «Итинерарий Антонина» Марциана Капеллы, «Историю против язычников» Павла Орозия (V в. н. э.), «Утешение философией» Боэция (VI в. н. э.), извлечения из «Этимологий» Исидора Севильского, приписываемые Риккобальду Милетскому (VII в.), «Историю лангобардов» Павла Диакона (VIII в.), «Плавание Св. Брендана», хронику Агнелла Равеннского (IX в.), Elementarium doctrinae rudimentum лексикографа XI века Папиаса Ломбардского, «Схоластическую историю» (лат. Historia scholastica) Петра Коместора (1169—1173), «Историю Карла Великого» (лат. Historia Caroli Magni) Псевдо-Турпина (XII в.), «Золотую легенду» Якова Ворагинского (1260), «Зерцало Великое» Винсента из Бове (1264), «Хронику пап и императоров» Мартина Поляка (1278) и др.
Будучи очевидцем важнейших политических событий не только в родной Ферраре, но и в Болонье, Падуе, Равенне, Римини, Ассизи и др. городах, Риккобальдо, несомненно, имел доступ к официальным документам и работал в библиотеках Болонского и Падуанского университетов, а также пользовался рукописями из собраний архиепископа Равенны, епископа Вероны и бенедиктинских аббатств Помпоза близ Феррары и Сан-Джустина в Падуе. Общаясь с падуанскими и веронскими предшественниками гуманистов, он многому у них научился, значительно дополнив своё образование. Гипотеза о его возможном знакомстве с Данте, окончившим свои дни в Равенне, выдвинутая ещё в XVIII столетии феррарским поэтом и литературоведом Джироламо Баруффальди, до сих пор не получила достаточных доказательств и остаётся предметом дискуссий среди исследователей.
Среди других его сочинений следует отметить географические, одно из которых, «Описание мира» (лат. De locis orbis), издано в 1986 году, а другое, «Происхождение городов Италии» (лат. De origine urbium Italie), до сих пор не опубликовано. Исследования современного историка Габриеле Дзанелла, установившего связь их текстов с «Малой феррарской хроникой», показали, что они являются ценными источниками по исторической географии средневековой Италии, а сам Риккобальдо как превосходный знаток топографии, достопримечательностей и памятных мест родного края стоит у истоков итальянского краеведения.
Также известны два небольших его трактата, точно не датированных, сохранившихся в рукописях из Ватиканской апостольской библиотеки (MS Ottob. Iat. 2072, cc. 45–58), библиотеки Палатина в Парме (MS Parm. 331, cc. 45–67) и библиотеки Марчиана в Венеции (MS Lat. X, 169 (3847), cc. 2–31).
Авторство его в отношении латинской песни политической направленности, прославляющей независимость Феррары, обработанной вышеназванным Джироламо Баруффальди, в настоящее время подвергается сомнению.

## Издания
Первые печатные издания «Собрания хронологических выписок» (лат. Compilatio chronologica) Риккобальдо по утраченной ныне оригинальной рукописи или ранним копиям появились ещё в 1474, 1476 и 1477 годах и были использованы Джорджо Вазари в его биографии Джотто ди Бондоне из второго издания «Жизнеописаний живописцев, ваятелей и зодчих» (1568).
«Малую феррарскую хронику» впервые опубликовал в 1726 году в Милане церковный историк и смотритель библиотеки Эсте в Модене Лудовико Антонио Муратори в IX томе «Rerum Italicarum scriptores», назвав анонимным произведением, в предисловии, однако, предположив авторство Риккобальдо, окончательно установленное лишь в начале XX века Франческо Массера.
Остальные сочинения Риккобальдо были изданы в 1723 году в Лейпциге немецким филологом Иоганном Георгом фон Экхардтом в сборнике «Corpus historicum medii aevi a tempore Caroli Magnusque ad finem saeculi XV».
Новейшие критические издания «Малой феррарской хроники» и «Описания мира» Риккобальдо подготовлены были в Ферраре доктором истории Габриеле Дзанелла, соответственно в 1983 и 1986 годах. «Собрание хронологических выписок от сотворения мира до 1312 года» было выпущено в 2000 году в Риме в 4 томе новой серии «Rerum Italicarum scriptores» под редакцией Терезы Энн Хэнки. В 2008 году в 7 томе той же серии А. Рицци издана была «История императоров» в переводе Маттео Боярдо.
Значительность фигуры Риккобальдо из Феррары не только в средневековой историографии, но и в предренессансной культуре Италии не вызывает сегодня никаких сомнений у большинства исследователей.

## Публикации
- Ricobaldi Ferrariensis. Compilatio Chronologica Ufque ad Annum MCCCXII. Chronicon Imperatorum // Rerum Italicarum scriptores. Raccolta di fonti, ideata da Ludovico Antonio Muratori. — Tomus IX. — Mediolani: Typographia Societatis Palatinae in Regia Curia, 1726. — coll. 193–262, 281–420.
- Riccobaldo da Ferrara. Chronica parva Ferrariensis. Introduzione, edizione e note di Gabriele Zanella // Serie Monumenti. — Volume IX. — Ferrara: Deputazione provinciale ferrarese di storia patria, 1983. — 241 p.
- Ricobaldi Ferrariensis. Compendium Romanae Historiae, a cura di Ann Teresa Hankey. — Roma: Nella sede dell'Istituto, 1984. — xlv, 853 p. — (Fonti per la storia d'Italia, 108).
- Riccobaldo da Ferrara. De locis orbis. Introduzione, edizione e note di Gabriele Zanella // Serie Monumenti. — Volume X. — Ferrara: Deputazione provinciale ferrarese di storia patria, 1986. — 228 p.
- Ricobaldi Ferrariensis. Compilatio chronologica, a cura di Ann Teresa Hankey // Rerum Italicarum scriptores. — Tome 4. — Roma: Istituto storico italiano per il Medio Evo, 2000.
- La Historia Imperiale di Riccobaldo Ferrarese tradotta da Matteo Maria Boiardo (1471—1473), a cura di A. Rizzi // Rerum Italicarum scriptores. — Tome 7. — Roma: Istituto storico italiano per il Medio Evo, 2008.